# Martti Ahtisaari
Martti Oiva Kalevi Ahtisaari (Viipuri, Finska, danas Viborg, Rusija, 23. lipnja 1937. – Helsinki, Finska 16. listopada 2023.) bio je finski diplomat i državnik. Ahtisaari je od 1994. do 2000. godine obnašao dužnost predsjednika Finske. 
Najpoznatiji je po ulozi međunarodnog posrednika Ujedinjenih Naroda u Namibiji i Kosovu. Ahtisaari je i dobitnik Nobelove nagrade za mir u 2008. godini za "višedesetljetni angažman i posredovanje u uspostavljanju mira i rješavanje konflikata na više kontinenata".